# Parafia Świętych Cyryla i Metodego w Budapeszcie
Parafia Świętych Cyryla i Metodego – parafia prawosławna w Budapeszcie, jedyna położona na terytorium Węgier parafia Bułgarskiego Kościoła Prawosławnego (w metropolii zachodniej i środkowej Europy).
Parafia została utworzona w 1916. W 1918 pozyskała kaplicę na terenie bułgarskiej szkoły, a od 1930 posiada własną cerkiew. Świątynia, zaprojektowana przez Arkaja Aladara, wzorowana jest na sofijskim soborze św. Aleksandra Newskiego oraz na Monasterze Baczkowskim.
Proboszczem parafii jest ks. Tanczo Janczew.